# Colchicum autumnale
Colchicum autumnale (cólquico, mataperros, crocus de otoño, narciso de otoño, quitameriendas, ahuyentapastores, azafrán bastardo o azafrán silvestre)  es una especie  de planta con flor, bulbosa, perteneciente a la familia de las colchicáceas.

## Distribución y hábitat
Es nativa de Europa. Crece en praderas húmedas a grandes alturas.

## Descripción
Es una planta herbácea anual con cormo que alcanza de 10 a 30 cm de altura. Las hojas son lanceoladas de color verde oscuro y miden 30 cm de longitud, terminan en punta y son envolventes en su base. La flor es de color rosa lila y se parece al azafrán, pero tiene seis estambres. El fruto es una agrupación de 1-3 cápsulas.

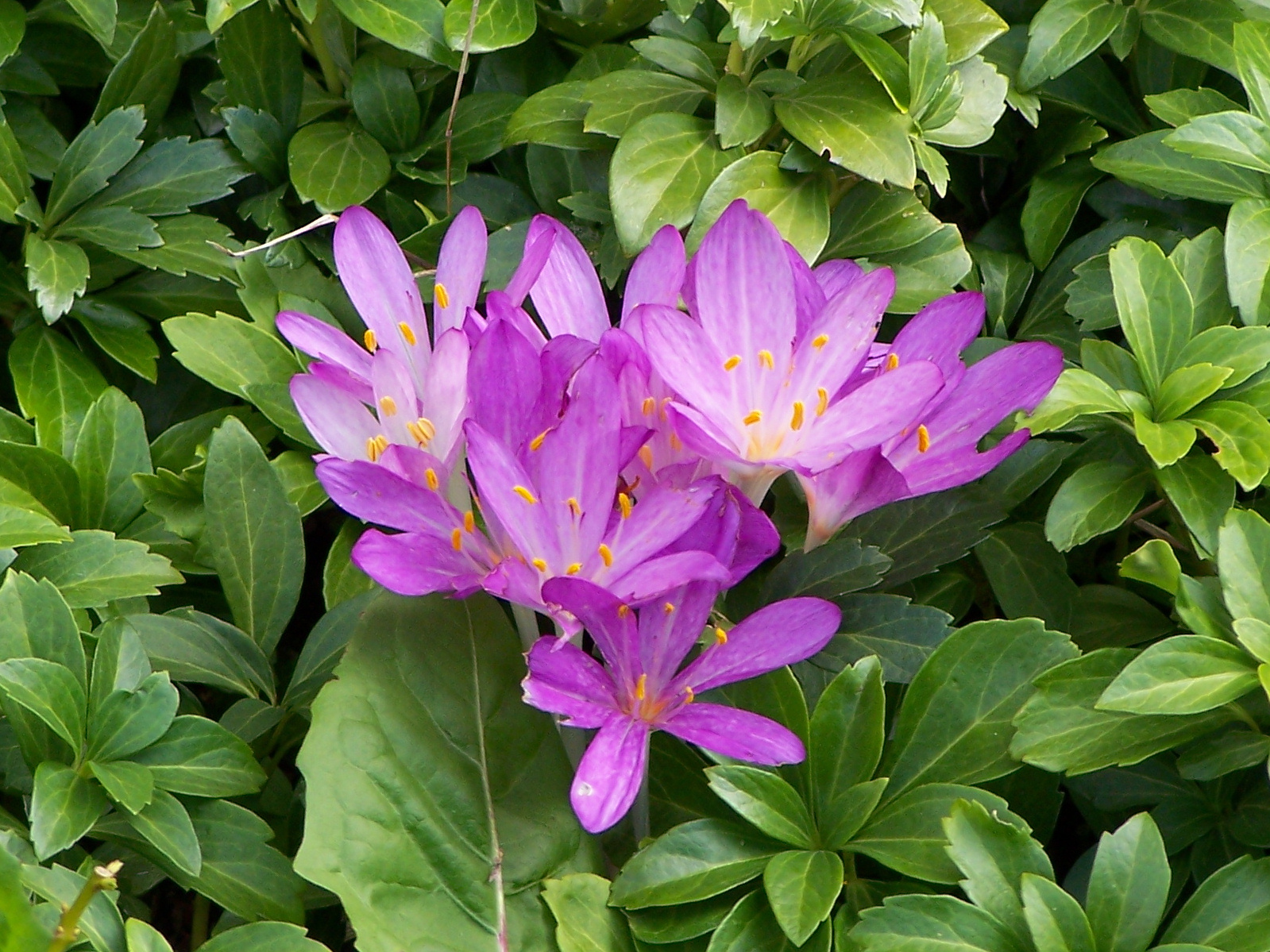
Flores de Colchicum autumnale rodeadas por otras plantas

## Usos
El bulbo de cólquico se usa como tratamiento de las crisis de gota desde el siglo XVII. Contiene colchicina, sustancia tóxica - y, en cantidades limitadas, practicable como medicina. La colchicina aislada en 1884, se extrae ahora industrialmente, principalmente de las semillas de cólquico.  Es muy conocida por sus propiedades antimitóticas: bloquea la mitosis en metafase. Se utiliza en medicina por sus propiedades antiinflamatorias.

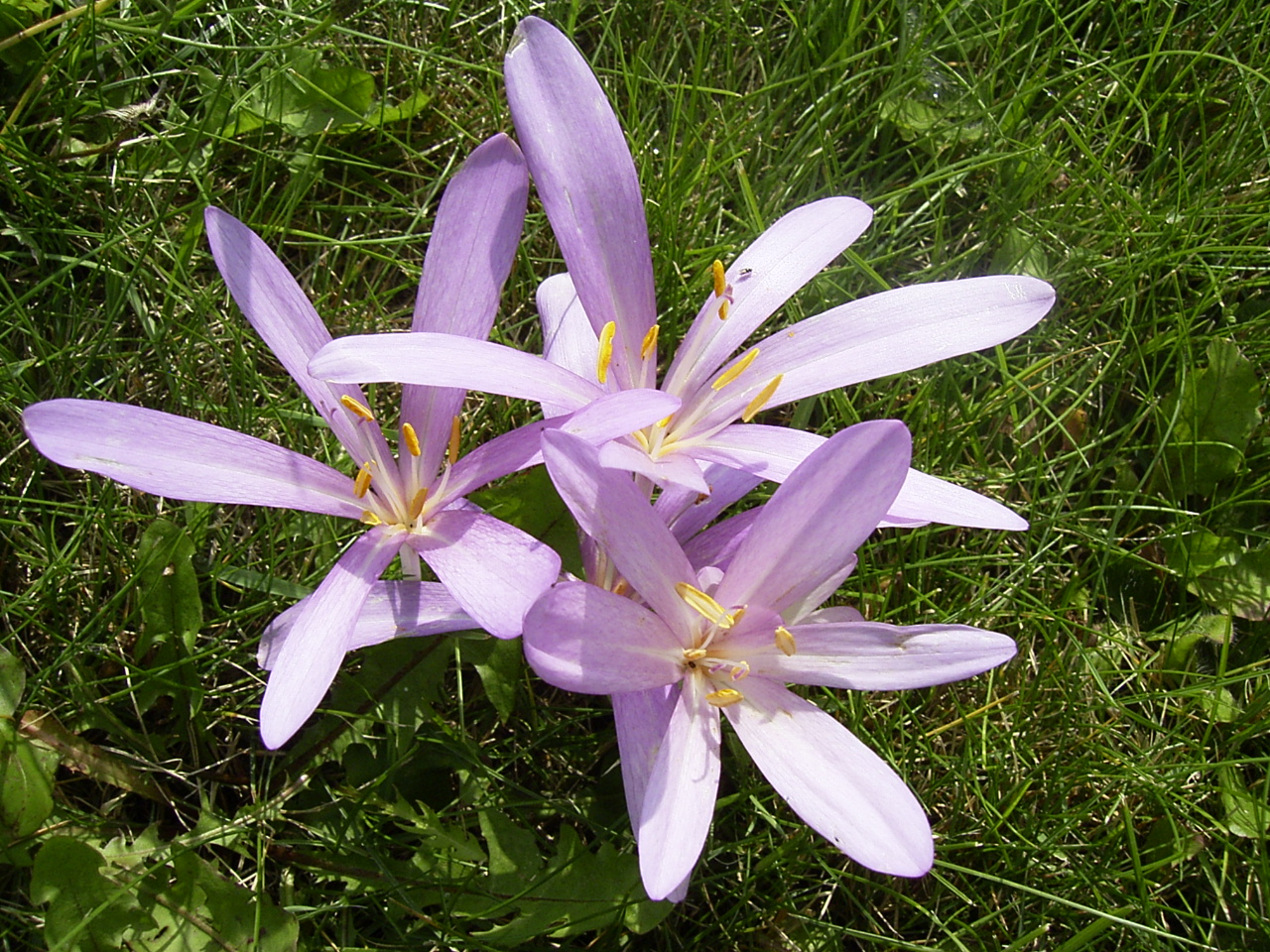
Flores.

## Propiedades
- Contiene colchicina que es un violento tóxico celular.
- Se ha usado para tratar afecciones renales, hidropesía y asma.
- Utilizada contra la artritis crónica y la gota porque aumenta la excreción de ácido úrico.
- Su consumo puede producir diarreas y vómitos, un exceso puede ser fatal.
- Por ser un veneno no debe utilizarse sin consejo médico.

## Rendimientos
La producción normal por ha es de 300 a 400 kg de semilla, pero en cultivo bien cuidado, esta produccción puede duplicarse y en casos excepcionales alcanzar los 1.000 kg/ha.

## Composición química
El principal componente de la planta es la colchicina, contenida principalmente en las semillas y en menor porcentaje en los bulbos, acompañada de colchicosido, democoleína o colchamina.

## Taxonomía
Colchicum autumnale fue descrita por Carlos Linneo y publicado en Species Plantarum 1: 341. 1753.
Variedades
- Colchicum autumnale var. castrovillarense Terr.
- Colchicum autumnale var. elatius Simonk.
- Colchicum autumnale var. lucanum Terr.
- Colchicum autumnale forma macropetala Gajic
- Colchicum autumnale forma milosi Gajic
- Colchicum autumnale subsp. pannonicum (Griseb. & Schenk) Nyman
- Colchicum autumnale forma radei Gajic
- Colchicum autumnale var. transsilvanicum (Schur) Nyman
- Colchicum autumnale var. vernale (Hoffm.) Nyman
- Colchicum autumnale var. vernum Dumort.

Sinonimia:
- Bulbocodium antumnale (L.) Lapeyr.
- Colchicum bisignanii Ten. ex Baker
- Colchicum bulgaricum Velen.
- Colchicum commune Neck.
- Colchicum crociflorum Sims
- Colchicum orientale Friv. ex Kunth
- Colchicum pannonicum Griseb. & Schenk
- Colchicum polyanthon Ker Gawl.
- Colchicum praecox Spenn.
- Colchicum transsilvanicum Schur
- Colchicum turcicum subsp. pannonicum (Griseb. & Schenk) Nyman
- Colchicum vernale Hoffm.
- Colchicum vranjanum Adamovic ex Stef.[2]

## Nombre común
Castellano: acefrán, ahuyentapastores, azafrán, azafrán bastardo, azafrán silvestre, cebolla montés, chicolquicos, cholquicos, colchico, cólchico, colchico común, cólchico de otoño, colchico oficinal, colchico que mata, cólquico, cólquico de otoño, despachapastores, flor de otoño, matacán, quitameriendas, quitameriendas de otoño, villorita.
Altoaragonés: fell de terra, fllo de sementé, yerba sembradera.

## Principios activos tóxicos
Todas las partes de la planta tienen alcaloides. El contenido en colchicina de las semillas es de 0,3-0,8%. Las flores tienen 0,1%. La colchicina es un alcaloide formado, según un complejo proceso biosintetico, a partir de fenilamina y tirosina. Caracterizado por su unión triciclica a ciclos heptagonales, esta “tropolona" debe su neutralidad a un nitrógeno amidico. También contiene otras tropolonas y colchicosida. 

## Manifestaciones clínicas
La sintomatología depende de la dosis:
- La ingestión de menos de 0,5mg/kg provoca trastornos digestivos como, vómitos, diarrea profusa, dolores abdominales, con evolución favorable en 4-5 días.

- De 0,5 a 0,8 mg/kg, aplasia medular de corta duración que se sobrepone a los trastornos digestivos. El riesgo es infeccioso (leucopenia) y hemorrágico (trombocitopenia). Frecuentes hiponatremia, oliguria y natroureasia elevadas, que muestran un síndrome de secreción inapropiada de ADH. Al final de la fase de aplasia aparece alopecia completa, reversible. Se nota la aparición de polineuritis.
- Más de 0,8 mg/kg, se puede observar en menos de 72 horas un fallo cardíaco.

Es un signo de alerta la constante diarrea; es importante la eliminación de la colchicina por vía fecal.

## Tratamiento
Lavado de estómago. Se recomienda la administración de carbón activo. 
Como hay mucha fijación en los tejidos y el volumen de distribución es de 21 l/kg, no tiene objeto la hemodiálisis. 

## Toxicidad en otros animales
Las intoxicaciones por animales son raras. El uso de productos fotosanitarios (2,4-D) provocaría el aumento de la apetencia de esta planta, que generalmente rechazan [lorgue et al., 1987].
La dosis tóxica (hojas frescas) sería, en los bovinos, de 8-10 g/kg  [lorgue et al., 1987] o de 8-16 g/kg [Cooper y Johnson, 1984]; expresada en colchicina, es de 1 mg/kg [Charreyre et al., 1989].